# Couronne d'Otton III

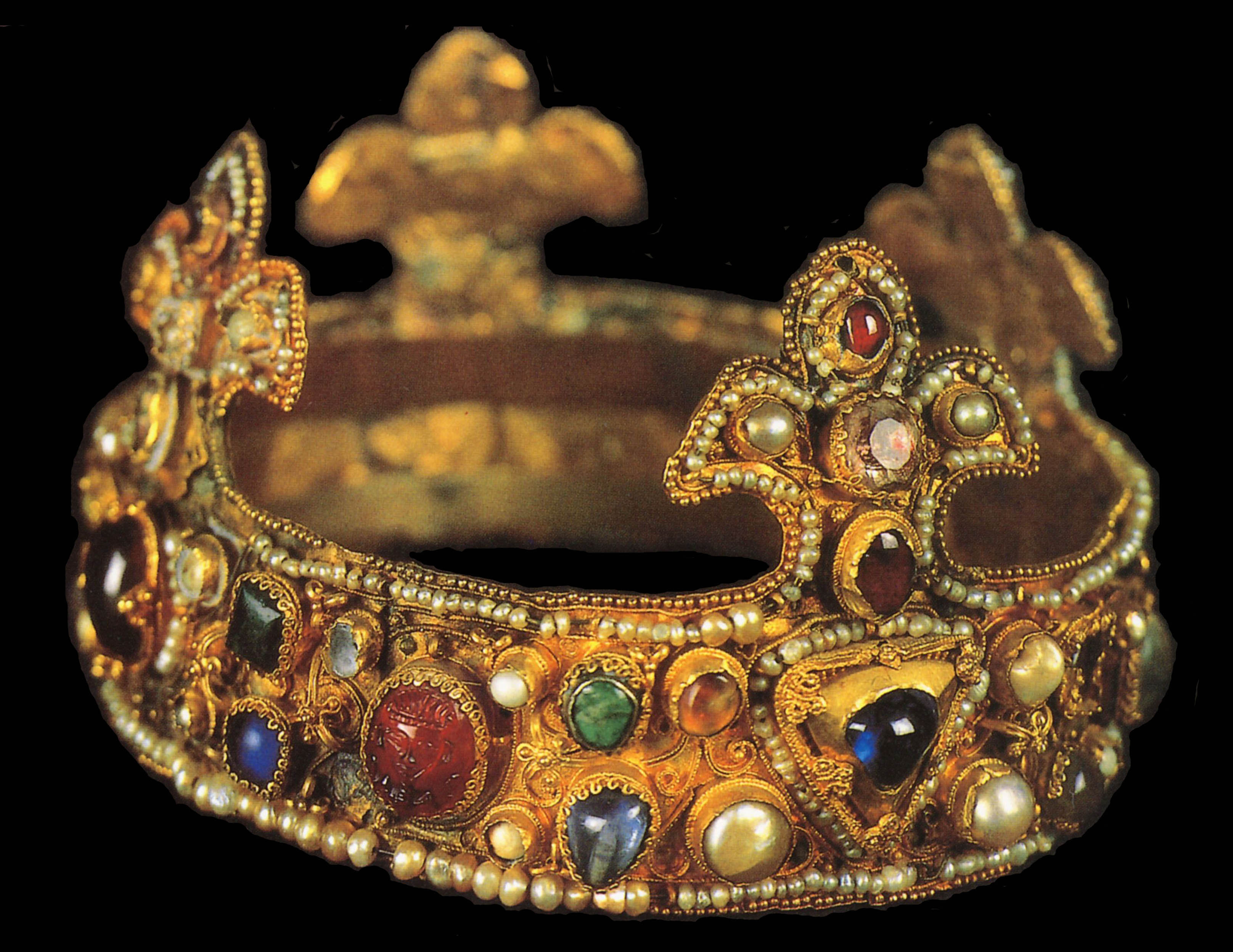
La couronne du trésor de la cathédrale d'Essen, facilement reconnaissable au saphir à l'avant de la couronne

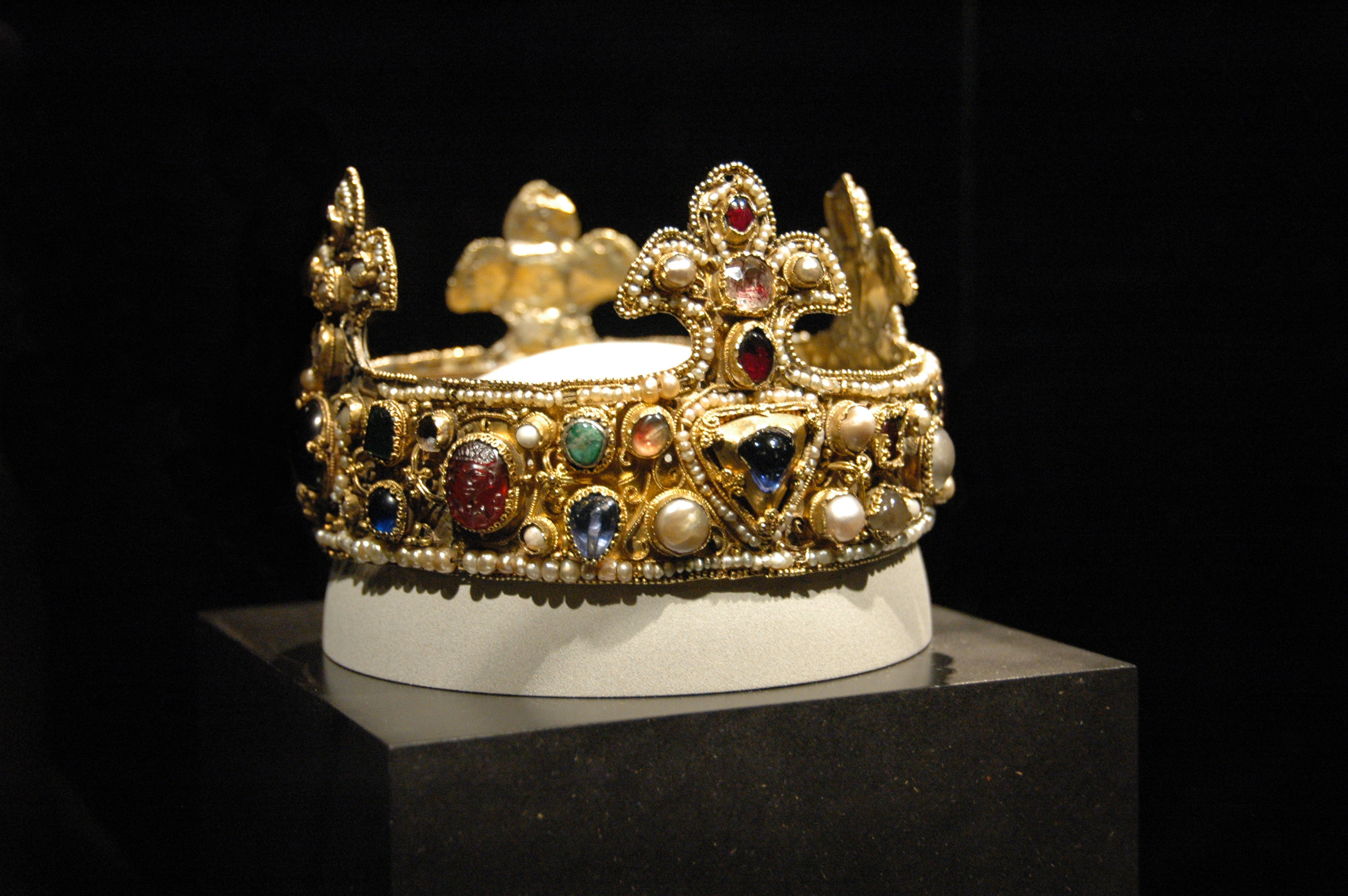
La couronne lors de l'exposition "Gold vor Schwarz 2008"

La couronne d'Otton III est une couronne en or conservée au trésor de la cathédrale d'Essen. Il s'agit d'un des chefs-d'œuvre de l'art ottonien.
Elle est facilement reconnaissable au saphir à l'avant de la couronne. La couronne est probablement celle avec laquelle Otton III a été couronné, à l'âge de trois ans, roi de l'empire germano-romain en 983. Il s'agit en outre de la plus ancienne couronne à fleurs de lys qui subsiste en Europe.

## Description
La couronne a la forme d'un serre-tête byzantin de 3,5 cm de large. Son diamètre est de 12,5 cm, ce qui correspond au tour de tête de la Madone d'or. Elle se compose d'un alliage à base d'argent recouvert d'une couche d'or pur. À l'intérieur de la couronne, on aperçoit un anneau de renforcement en fer.
Les bords inférieur et supérieur de la couronne sont recouverts de perles et le cerclage métallique est soudé sur la couche inférieure. Les fleurs de lys et l'armature comportent de nombreuses perles et pierres précieuses, dont les plus remarquables sont situées juste sous les fleurs de lys. Parmi les pierres précieuses se trouve une gemme d'almandin rouge présentant une tête de méduse, ainsi qu'un saphir enchâssé dans un triangle doré à l'avant de la couronne.
Des couronnes comparables, mais plus récentes, sont visibles dans les trésors des églises de  Hildesheim et de Conques.

## Histoire
L'origine de la couronne n'est pas connue, mais on a longtemps supposé qu'elle avait été fabriquée pour le sacre d'Otton III, puis offerte par celui-ci à la maison de Hesse. La maison de Hesse, sous la direction de l'abbesse Mathilde II, elle-même petite fille de l'empereur Otton Ier, avait une relation particulièrement étroite avec la dynastie des Ottoniens, qui se traduisit par d'importantes donations du roi et par le fait que la sœur d'Otton III, qui s'appelait également Mathilde (de Germanie), fut élevée à Essen. Au début du mois de février 993, Otton III rendit visite à la maison de Essen, où, selon la tradition locale, il fit deux présents importants à la ville. 
L'un des cadeaux était une épée en acier de Damas, qui aurait été fabriquée vers 950 et utilisée dans des batailles, comme le montrent des traces d'utilisation sur la lame. Cette épée célèbre en raison de ses illustres porteurs fut offerte à Essen dans un fourreau en or richement décoré. Par la suite, l'épée fut considérée comme le symbole de la fondation d'Essen et des saints patrons de la ville, Cosme et Damien, si bien qu'elle fut reprise sur les armes de la ville. La réponse à la question de savoir qui fut le propriétaire originel de l'épée permettrait assurément de mieux comprendre les liens entre la fondation d'Essen et la famille des Ottoniens.
Le second cadeau d'Otton III fut sans doute la couronne d'or. Malgré l'absence de preuves écrites, certains arguments font pencher la balance dans le sens de cette hypothèse. D'une part, sur la base de comparaisons historiques, la couronne est datée de cette époque, soit le Xe siècle. L'anneau de renforcement en fer a été fixé sur la tête de la madone après quelques adaptations, ce qui prouve que la couronne a été fabriquée dans un but différent. D'autre part, il ne peut s'agir que du couronnement d'un enfant, vu la taille initiale de la couronne. Le couronnement d'Otton III en 983 dans la cathédrale d'Aix-la-Chapelle est par ailleurs l'unique couronnement d'un enfant durant cette période. Le fait que la tradition moyenâgeuse de couronner des statues de la Vierge le jour de la fête de Marie, le 2 février, ait été mentionné pour la première fois à Essen pourrait également prouver qu'Otton III offrit la couronne à la Fondation lors de sa visite à Essen, début février 993.
Des éléments graphiques plus récents laissent supposer une modification de la couronne au milieu du XIe siècle. Une réparation avérée de la couronne a également eu lieu vers 1040-50.
Les dernières recherches tendent à dater la couronne du début du XIe siècle, en raison des motifs de fleurs et d'abeilles similaires à ceux utilisés à l'époque d'Henry II. La couronne aurait donc été fabriquée en vue du couronnement de la madone d'or. Un rétrécissement de la couronne semble par ailleurs peu probable en raison de la régularité de l'ornement.
En tant que témoin évocateur de l'art joailler de l'époque ottonienne, la couronne figura en 1988 sur un timbre de la Bundespost.

## Littérature
- Georg Humann: Die Kunstwerke der Münsterkirche zu Essen. Düsseldorf 1904.
- Alfred Pothmann: Der Essener Kirchenschatz aus der Frühzeit der Stiftsgeschichte. in: Herrschaft, Bildung und Gebet. Gründung und Anfänge des Frauenstifts Essen. Klartext, Essen 2000,  (ISBN 3-88474-907-2)